# Questa (Novo México)
Questa é uma vila localizada no estado americano de Novo México, no Condado de Taos.

## Demografia
Segundo o censo americano de 2000, a sua população era de 1864 habitantes.
Em 2006, foi estimada uma população de 1901, um aumento de 37 (2.0%).

## Geografia
De acordo com o United States Census Bureau tem uma área de 13,2 km², dos quais 13,2 km² cobertos por terra e 0,0 km² cobertos por água. Questa localiza-se a aproximadamente 2475 m acima do nível do mar.

## Localidades na vizinhança
O diagrama seguinte representa as localidades num raio de 36 km ao redor de Questa.